# Szlak Orlich Gniazd
Szlak Orlich Gniazd, česky Trasa Orlích hnízd nebo Stezka Orlích hnízd, je populární dálková turistická trasa v Polsku, která vede Malopolským a Slezským vojvodstvím. Stezka spojuje Krakov s Čenstochovou přes většinu tzv. Orlích hnízd, hradů vysočiny a pevností postavených na skalách vysokých až 30 metrů. Stezka je značena červenými turistickými značkami a její délka je 164 km. Podobnou trasu má i Cyklostezka Orlích hnízd.

## Popis trasy a její historie
Trasa je značena turistickými značkami červené barvy. Stezka tradičně směřuje ve směru od Krakova do Čenstochové a má délku 163,9 km. Trasu lemuje linie 25 gotických hradů a strážních věží postavených na vysokých vápencových skalách nazývaných Orlí hnízda. Orlí hnízda byly budovány polským králem Kazimírem III. Velikým (1333–1370) na hranici Slezska a Polska. Slezsko tehdy bylo součástí Českého království (Země koruny České) a „strach“ z českých útoků byl motivací k výstavbě Orlích hnízd.
Trasa vede přes místa Kraków → Bronowice Małe → Kraków-Mydlniki → Szczyglice → Brzoskwinia → hrad Tenczyn → Tenczynek → Krzeszowice → Paczółtowice → Dolina Eliaszówki – klášter Czerna → Paczółtowice → Racławice → Zawada → Zimnodół → Osiek → Olkusz → Olkusz Słowiki → hrad Rabsztyn → Jaroszowiec – lesy bukowe – skały wapienne „Nad Kopalnią” → Zalesie Golczowskie → Golczowice → Cieślin → hrad Bydlin → hrad Smoleń → Pasmo Smoleńsko-Niegowonickie → Ryczów → hrad Ogrodzieniec → Skarżyce → Hrad Morsko → Skały Podlesickie → Góra Zborów → Skały Kroczyckie → hrad Bobolice → hrad Mirow → Niegowa → Moczydła → Przewodziszowice (strażnica) → Czatachowa → hrad Ostrężnik → Suliszowice → Zrębice → Olsztyn → Góry Towarne → Częstochowa.
Na trase se také vyskytují četné krasové útvary. Trasa končí na naměstí Stary Rynek v Čenstochové. Převážná část trasy vede krajinným parkem Park Krajobrazovy Orlich Gniazd.

## Další informace
Existuje také podobná cyklostezka Rowerowy Szlak Orlich Gniazd a turistická trasa obdobného zaměření Szlak Warowni Jurajskich.

## Galerie

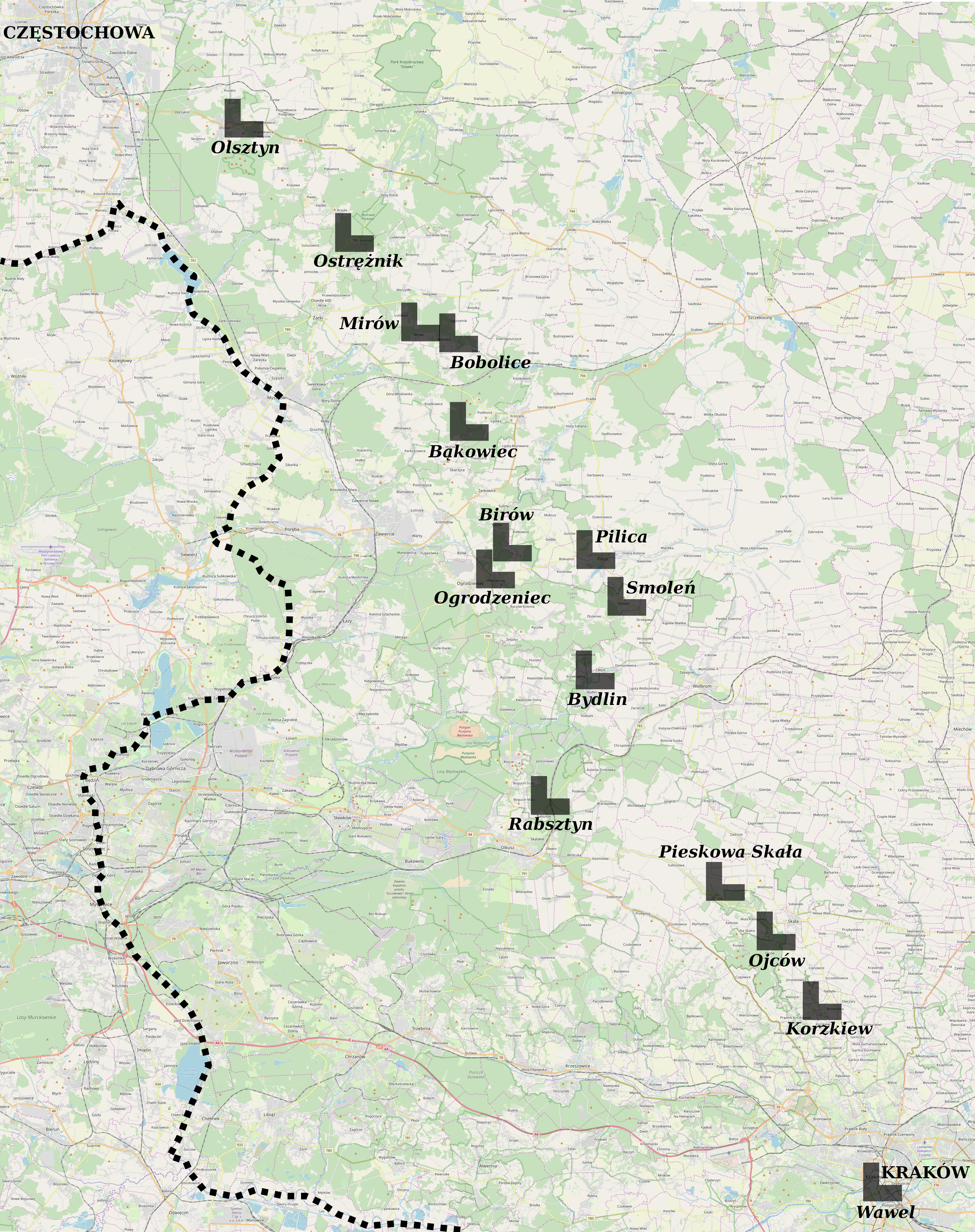
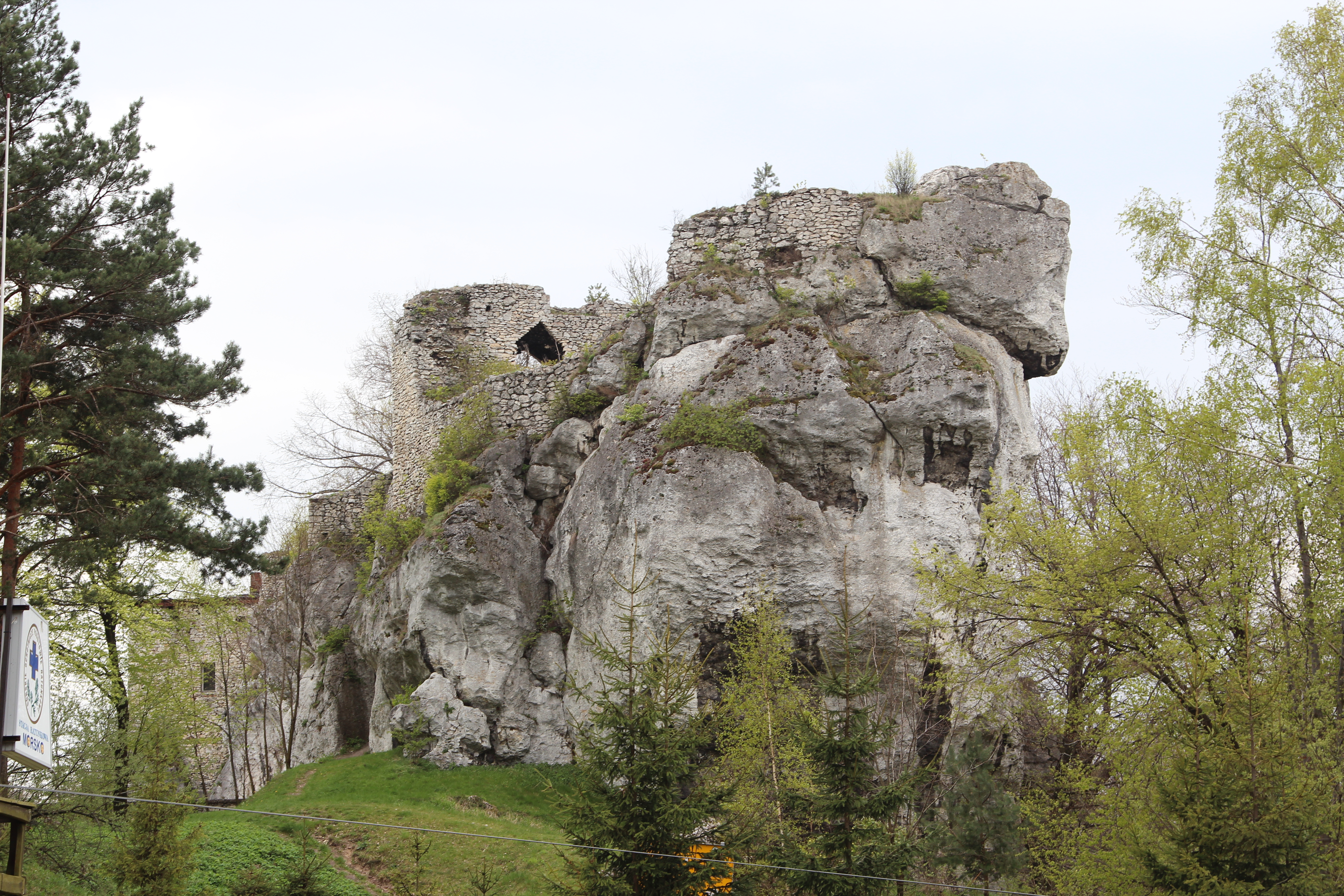
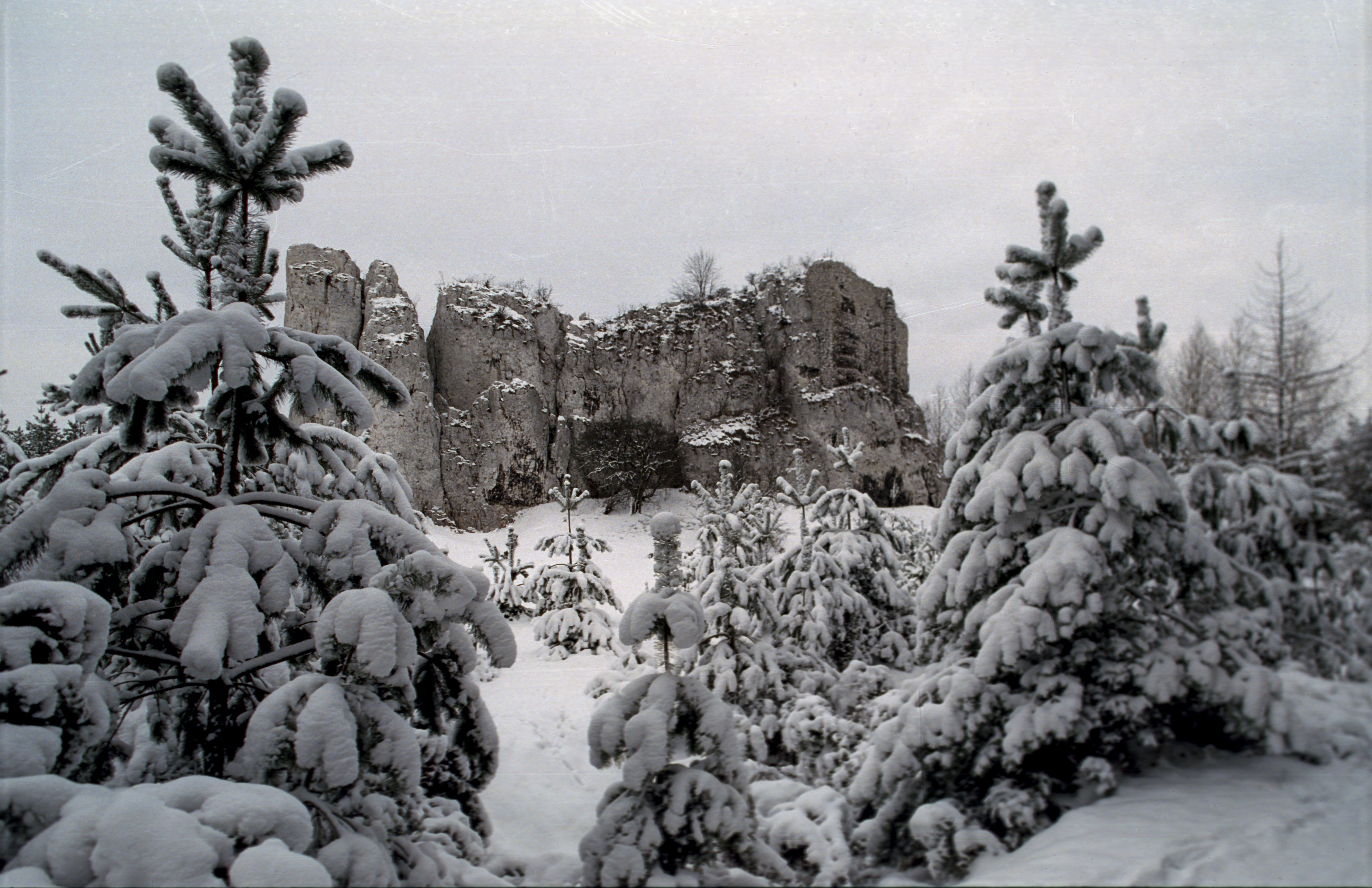
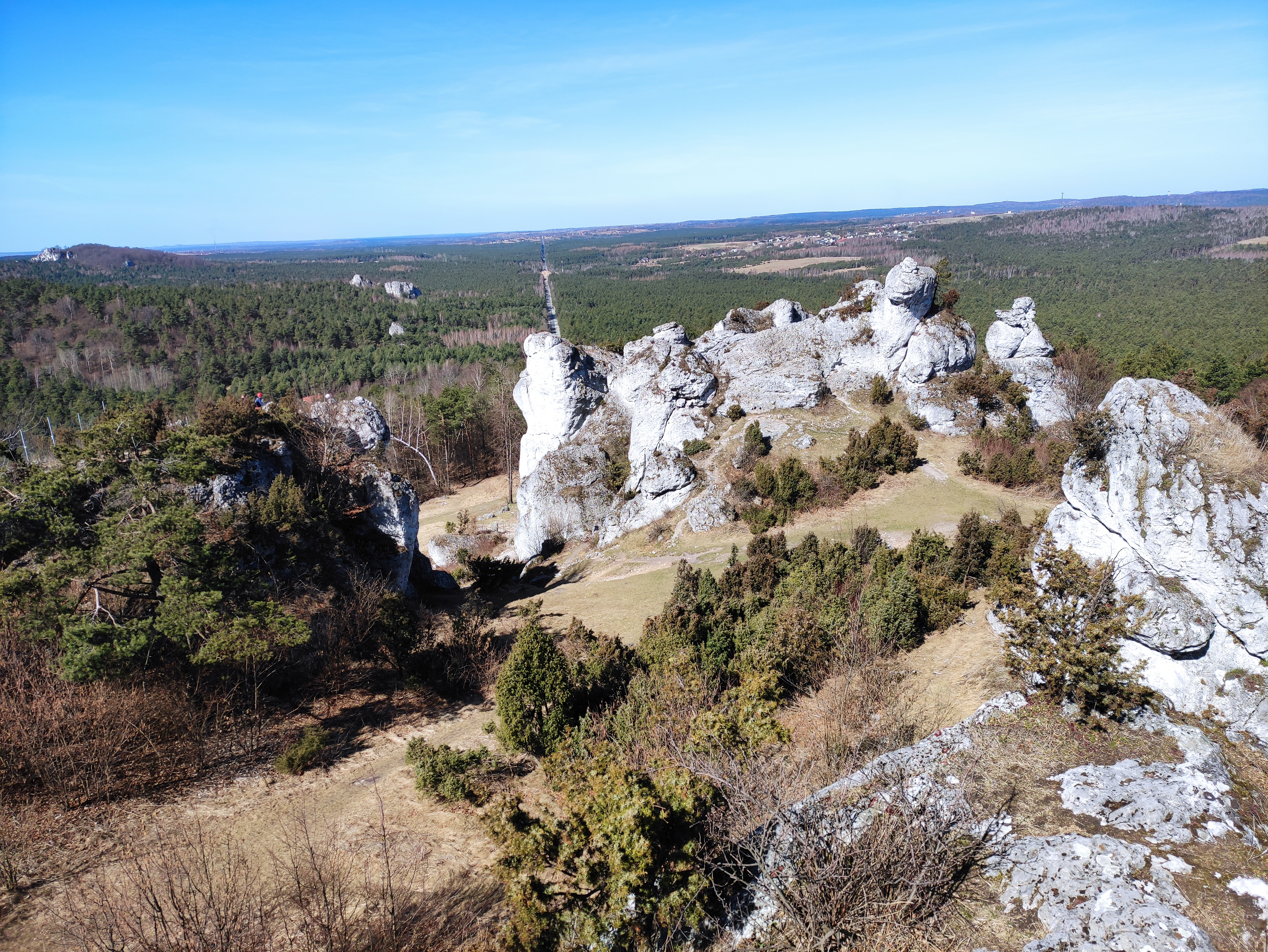